# Z-Schiff
Z-Schiff, auch Zufuhrschiff, war die Bezeichnung für Handelsschiffe, die im Zweiten Weltkrieg als U-Boot-Versorger die U-Boote der Deutschen Kriegsmarine, die in weit entfernten Seegebieten operierten, mit Nachschub versorgen sollten. Die Z-Schiffe unterstanden dem Trossschiffverband (TSV), Gruppe Nord, und einsatzmäßig der Seekriegsleitung. Ab 1941 wurden dafür hauptsächlich beschlagnahmte ausländische Handelsschiffstypen hergerichtet. Die Besatzungen bestanden sowohl aus zivilen Seeleuten als auch aus Militärs. Die Ladung bestand im Wesentlichen aus Torpedos, Munition, Wasser, Betriebsstoffen, Verbrauchstoffen, Ersatzteilen und Proviant sowie Treibstoff.
Da das alliierte Überwachungssystem 1941 bereits hervorragend entwickelt war, gelang es deutschen Überwasserschiffen kaum noch, unbemerkt die hohe See zu erreichen. So wurde das erste Z-Schiff Klara (ex Kota Pinang, 7.275 BRT), welches am 29. September 1941 von Le Verdon-sur-Mer ausgelaufen war, bereits am 3. Oktober 1941 nahe der Azoren von dem britischen Leichten Kreuzer Kenya gestellt und versenkt. Das zweite Z-Schiff,  die Python (3.664 BRT) der Reederei F. Laeisz, lief am 6. November 1941 aus Westfrankreich aus und konnte bis Anfang Dezember 1941 immerhin fünf U-Boote versorgen, wurde aber dann vom britischen Schweren Kreuzer Dorsetshire im Südatlantik, südlich der Insel St. Helena beziehungsweise auf 27° 53′ S, 3° 55′ W, entdeckt und versenkt. Nach diesen beiden frühen Verlusten und angesichts der sich beständig weiter verstärkenden alliierten See- und Luftüberwachung sah man vom Einsatz weiterer Z-Schiffe ab.
Die beiden bereits fertiggestellten Z-Schiffe Albireo und Aldabi wurden in Wuri und Wolta umbenannt und bei der U-Bootausbildung in der Ostsee als Ziel- und Begleitschiffe eingesetzt. Vier weitere im Umbau befindliche Z-Schiffe wurden allmählich noch fertiggestellt, kamen jedoch zu keinem ihrem ursprünglichen Zweck entsprechenden Einsatz mehr und wurden nur noch als Schwimmende Stützpunkte verwendet. Hierbei handelte es sich um:
- Kertosono (im September 1943 in Nantes nach Bombentreffer ausgebrannt, konstruktiver Totalverlust[5]).
- Altair (gesunken 1943 vor Kristiansand nach Luftangriff[3]).
- Bullaren (das Schiff überstand den Krieg und wurde 1945 in Travemünde britische Kriegsbeute, Abbruch in Japan 1961).
- Nordvard (im Dezember 1944 nach Bombentreffer vor Moss gesunken[5]).

Diese Schiffe lagen zunächst in norwegischen Fjorden versteckt oder in Westfrankreich und gaben Treibstoff, Munition und andere Versorgungsgüter an U-Boote ab, waren aber kaum noch in Fahrt. Aufgrund des zunehmenden Schiffsmangels wurden sie schließlich abgezogen und für andere Aufgaben eingesetzt.
Die Versorgung von U-Booten erfolgte nunmehr durch in spanischen Gewässern liegende Versorger und durch die Versorgungs-U-Boote des Typs XIV ("Milchkühe"), ab 1943 im Indischen Ozean auch durch den aus Japan operierenden Versorger Charlotte Schliemann, dann durch den Begleittanker Brake und schließlich durch die Etappenversorger Bogota und Quito.